# Église Saint-Pierre-Saint-Paul de Roquebrune-sur-Argens
Pour les articles homonymes, voir Église Saint-Pierre-Saint-Paul.
L'église Saint-Pierre-Saint-Paul est une église catholique située à Roquebrune-sur-Argens dans le département français du Var et la région Provence-Alpes-Côte d'Azur.

## Localisation
L'église est située au centre du village. La paroisse dépend du diocèse de Fréjus-Toulon, doyenné de Fréjus.

## Historique
Construite au XVIe siècle dans le style gothique sur des vestiges du XIIe siècle, elle englobe l'église primitive de la commune, Notre-Dame des Salles, du Xe siècle, et comprend des peintures et des statues d'une grande valeur. Elle a subi plusieurs modifications au cours des siècles. La partie la plus ancienne date du XIe siècle (chapelle des âmes du purgatoire).
Elle est devenue église paroissiale en 1535 et fut consacrée par Léon des Ursins sous le nom de Saint Pierre-Saint Paul.
L'église est inscrite au titre des monuments historiques par arrêté du 18 juin 1987. La restauration en cours va redonner vie aux chapelles et aux fresques présentes à l'origine. 

## L'orgue

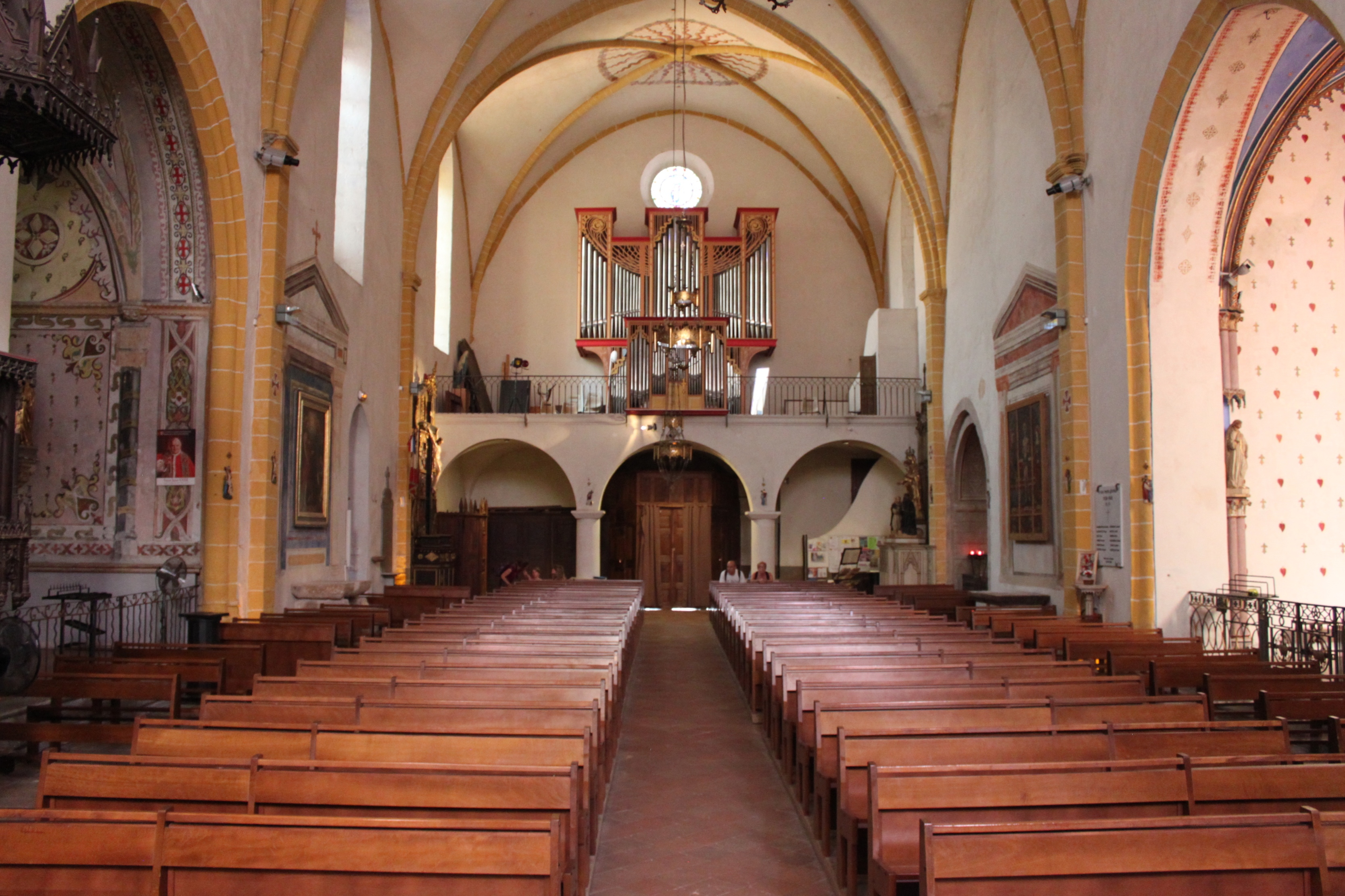
L'orgue

L'église contient un orgue construit par Franz Breil, qui provient de l'église profanée "St. Josef" de Borken en Allemagne. 
Le buffet a été entièrement repensé par Yves Cabourdin pour qu'il soit en parfaite harmonie avec le style de l'église (XVIe siècle). Il comporte 20 jeux répartis sur trois plans sonores, 2 claviers de 56 notes et 1 pédalier de 30 notes.
Cet instrument est conçu pour aborder les différents styles de musique baroque (française, nord-allemande, flamande, etc.). Il fut inauguré par Bernard Foccroulle le 8 juin 2008.
| I Grand-Orgue C–g3 |     |
| Principal          | 08′ |
| Flûte à fuseau     | 08′ |
| Prestant           | 04′ |
| Flûte à cheminée 0 | 04′ |
| Octave             | 02′ |
| Mixture VI         | 02′ |
| Douçaine           | 16′ |
| Trompette          | 08′ |
| Tremblant          |     |

| II Positif C–g3 |       |
| Bourdon         | 08′   |
| Principal       | 04′   |
| Flûte           | 04′   |
| Flûte conique   | 02′   |
| Sifflet         | 01/3′ |
| Plein-Jeu IV    |       |
| Chalumeau       | 08′   |
| Tremblant       |       |

| Pédale C–f1        |     |
| Soubasse           | 16′ |
| Principal          | 08′ |
| Cor de nuit bouché | 04′ |
| Grand Plein-Jeu IV |     |
| Basson             | 16′ |

- Accouplements: POS/GO, POS/PED, GO/PED
- Tremblant réglable
- Annulateur d'anches, Système de ocmbinaions à trois niveaux de mémoire

L'orgue remplace un instrument de l'atelier de facture d'orgue de Charles Mutin, élève et successeur du célèbre facteur d'orgues Aristide Cavaillé-Coll. L’instrument a été construit en 1924 pour le théâtre de Marseille et a été utilisé comme instrument d’église dans l’église des Saints Pierre et Paul à partir de 1966. Assez intéressant cet instrument se trouve maintenant dans une (autre) église (St. Johannes) de Borken en Allemagne. L'instrument purement mécanique comporte 9 registres. Tous les registres sont dans un boîtier expressif.